# Centre mondial de la paix
Le centre mondial de la Paix, des Libertés et des Droits de l'Homme est un lieu d'exposition, de rencontre et de réflexion pour la promotion de la paix, des libertés et des droits de l'homme. Créé en 1990, il est situé depuis 1994 dans l'ancien palais épiscopal de Verdun, dans le département de la Meuse, en région Grand Est.
Le palais épiscopal est construit au XVIIIe siècle pour servir de prestigieuse résidence aux évêques de Verdun. Acquis par la commune en 1906 après la séparation des Églises et de l'État, l'édifice est fortement endommagé lors de la bataille de Verdun de 1916. Après une grande campagne de restauration, l'évêque peut réintégrer les lieux en 1935. Il quitte définitivement le palais en 1993 pour permettre au centre mondial de la Paix de s'y installer l'année suivante.
Le centre accueille des expositions temporaires à plus ou moins longue durée, des conférences, des colloques et des concerts. Une aile du palais épiscopal abrite également la bibliothèque municipale.

## L'ancien palais épiscopal

### Historique
En 1724, Charles-François d'Hallencourt, évêque de Verdun (1721-1754), surnommé le « maçon mitré », décide de se doter d'une nouvelle résidence digne de l'évêché. Il fait appel à Robert de Cotte, Premier architecte du Roi Louis XV, puis à sa mort en 1735, à son fils Jules-Robert de Cotte. Le nouveau palais épiscopal est construit à côté de la cathédrale Notre-Dame et de son cloître, à l'emplacement de l'ancien palais de  Nicolas Psaume du XVIe siècle, jugé irréparable. Les travaux débutés en 1725 sous l'impulsion de Charles-François d'Hallencourt sont poursuivis jusqu'à la fin du siècle par ses successeurs, Aymar de Nicolaï (1754-1769) et Henri-Louis-René des Nos (1770-1793). Alors que les travaux ne sont pas encore terminés, Louis XV séjourne dans la demeure en 1741,,,.
La Révolution de 1789 met fin au chantier et l'évêque quitte le palais pour une demeure plus modeste. En 1801, le concordat réduit le nombre d'évêchés en France : l'évêché de Verdun est supprimé et rattaché à celui de Nancy-Toul jusqu'en 1823. Le bâtiment abrite alors des services militaires et administratifs comme la sous-préfecture et le tribunal. En 1823, Étienne-Bruno-Marie d'Arbou (eu) reprend possession des lieux,.
En 1906, avec la loi de séparation des Églises et de l'État, la propriété de l'édifice est définitivement transférée à la ville de Verdun. Il reste inoccupé jusqu'à l'installation du musée municipal en mai 1914. Pendant la Première Guerre mondiale, et plus particulièrement lors de la bataille de Verdun de 1916, le palais sert d'hôpital temporaire aux troupes françaises. Pris pour cible, il subit d'importants dégâts de la part de l'artillerie allemande,.
Le 25 mars 1920, le palais épiscopal est classé aux monuments historiques. De 1926 à 1935, il connait un vaste chantier de restauration. En 1935, Charles Ginisty est le premier évêque à réintégrer les lieux depuis 30 ans grâce à un bail.
Le Centre mondial de la paix, porté par une association rassemblant l'État et les collectivités territoriales, est installée au début des années 1990 dans le bâtiment en attente de restauration et d'affectation.

### Architecture
Le palais épiscopal est situé à côté de la cathédrale Notre-Dame. Il consiste en un bâtiment en pierre entourant une cour intérieure en forme de fer à cheval. La façade postérieure du palais, rectiligne, domine un jardin à la française avec vue sur la ville de Verdun . À l'intérieur, on remarque notamment l'ancienne chapelle épiscopale, avec son décor néo-classique de pilastres, de corniches et de peintures , l'escalier avec sa rampe en fer forgé.
Sous le palais, des souterrains communiquent avec les niveaux supérieurs. Ils ont été aménagés dans la seconde moitié du XXe siècle afin d'être accessible plus facilement pour des visites .
À l'entrée de l'édifice, la liste complète des évêques de Verdun est inscrite. Apposée en 1927, elle comptait alors 106 noms .
Dans ses Mémoires, Saint Simon qualifie l'édifice de « plus splendide palais épiscopal qu'il y ait en France » .

Vues du palais épiscopal
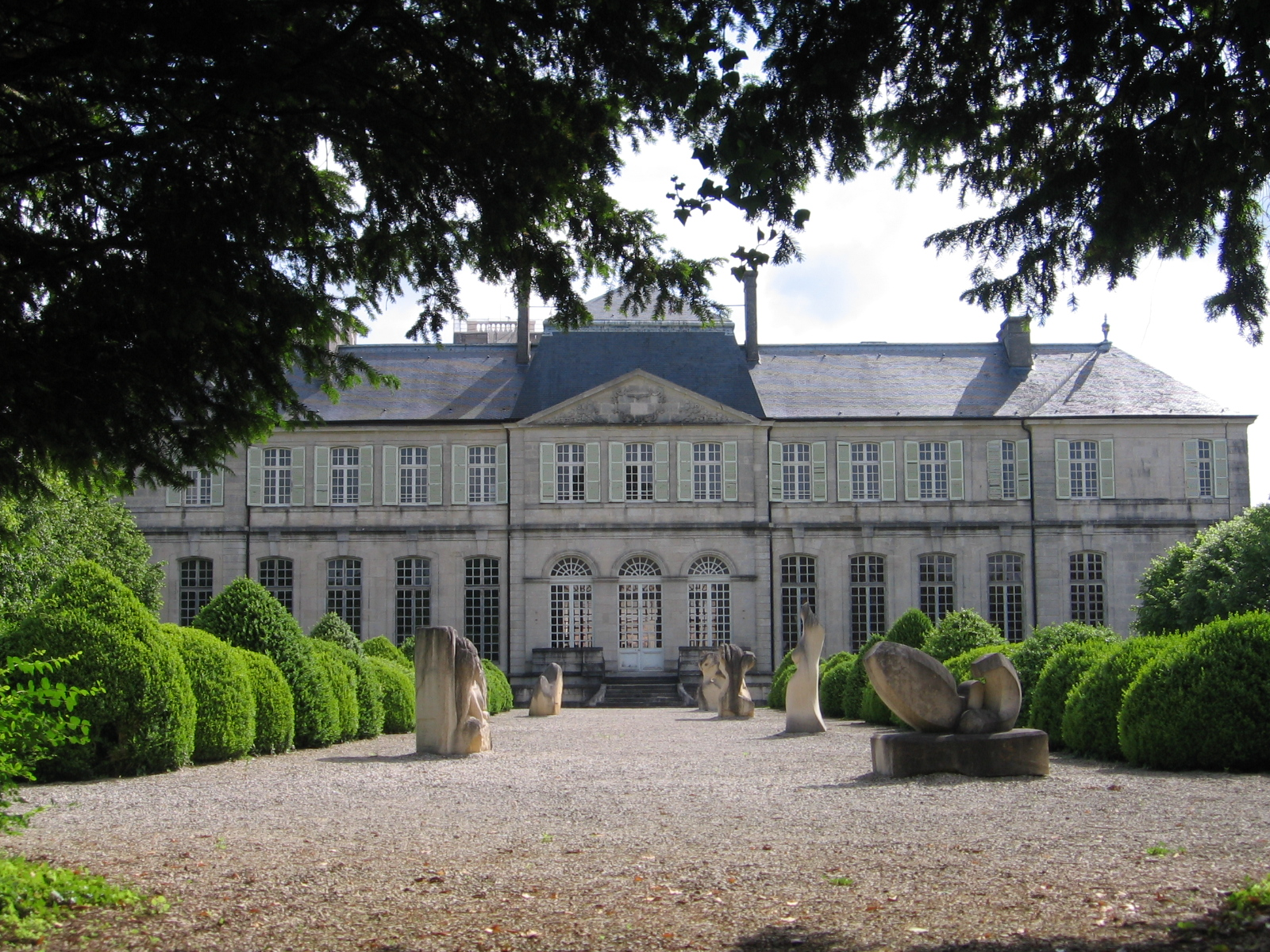
Façade arrière du palais et son jardin.
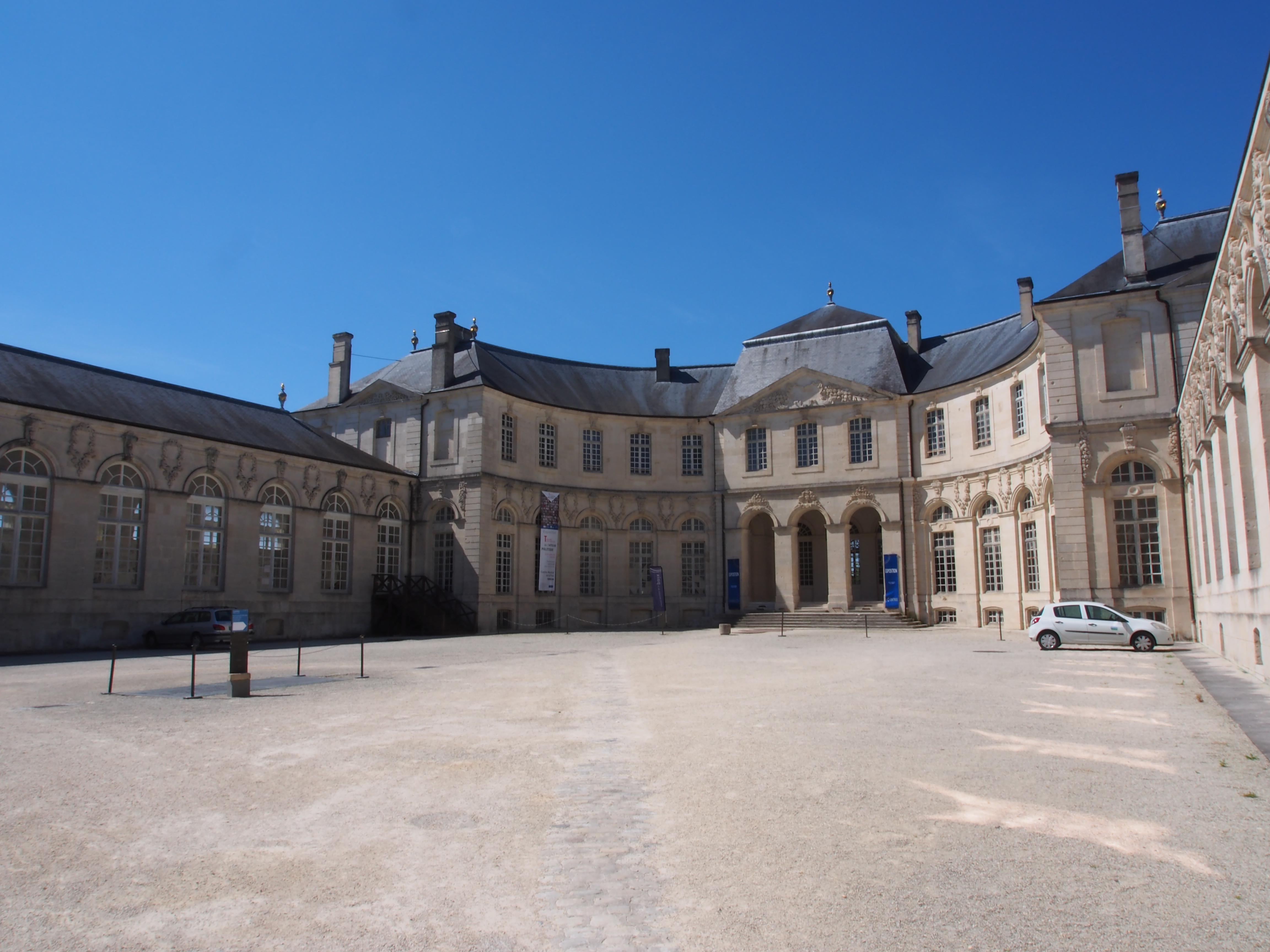
Côté ouest du palais depuis la cour intérieure.
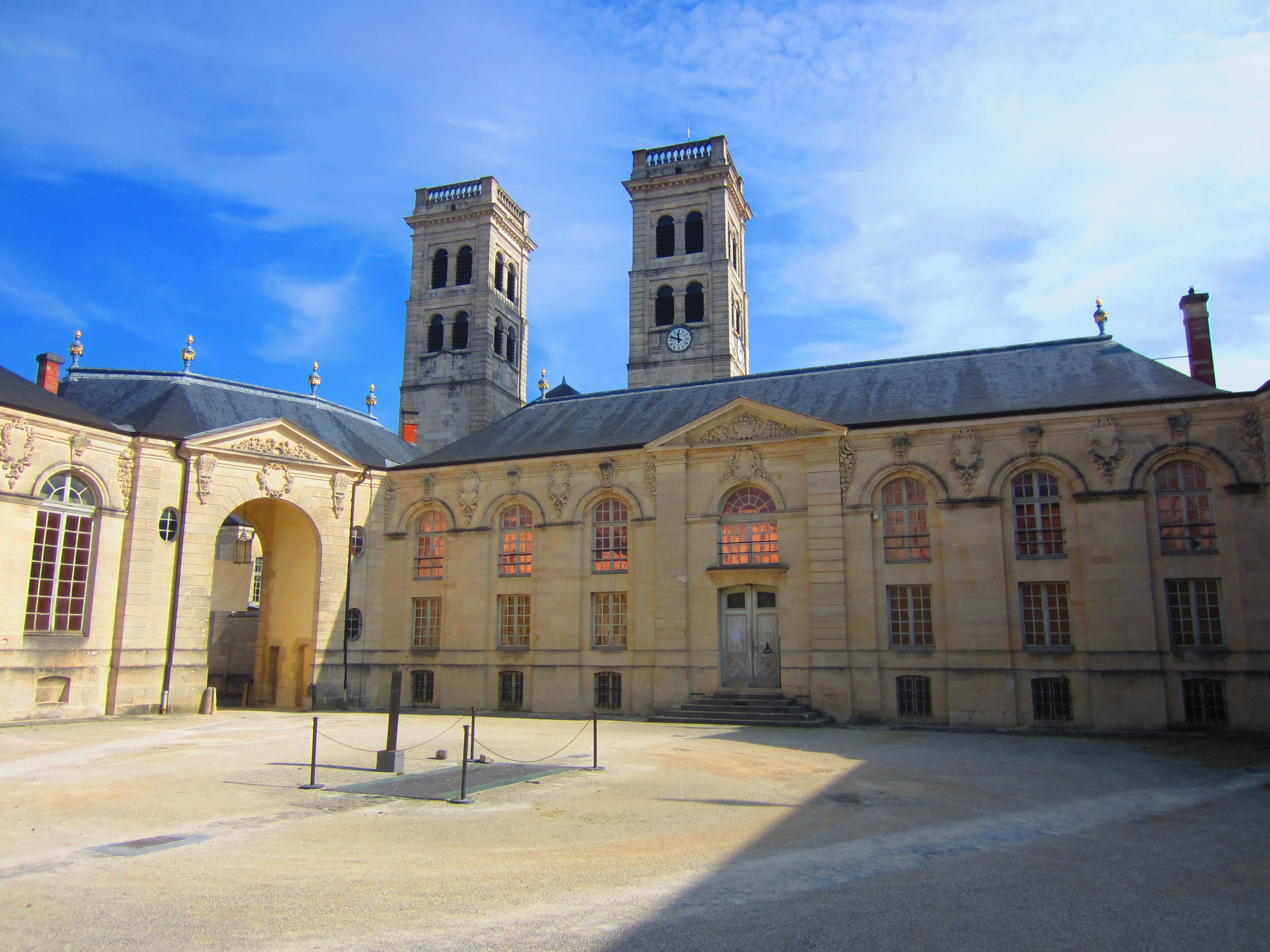
Côté est du palais et cathédrale depuis la cour intérieure.
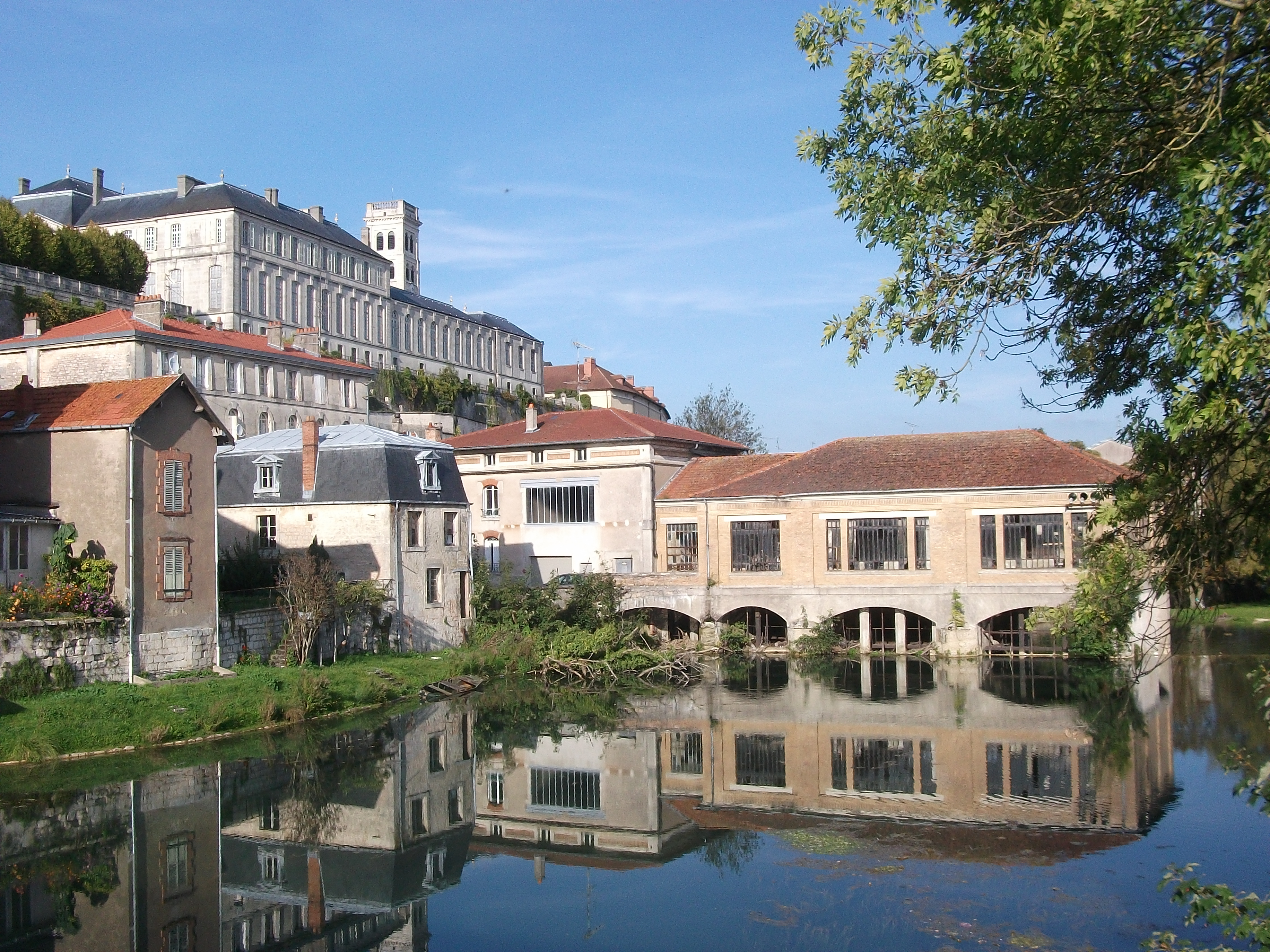
Le palais surplombant la ville basse.
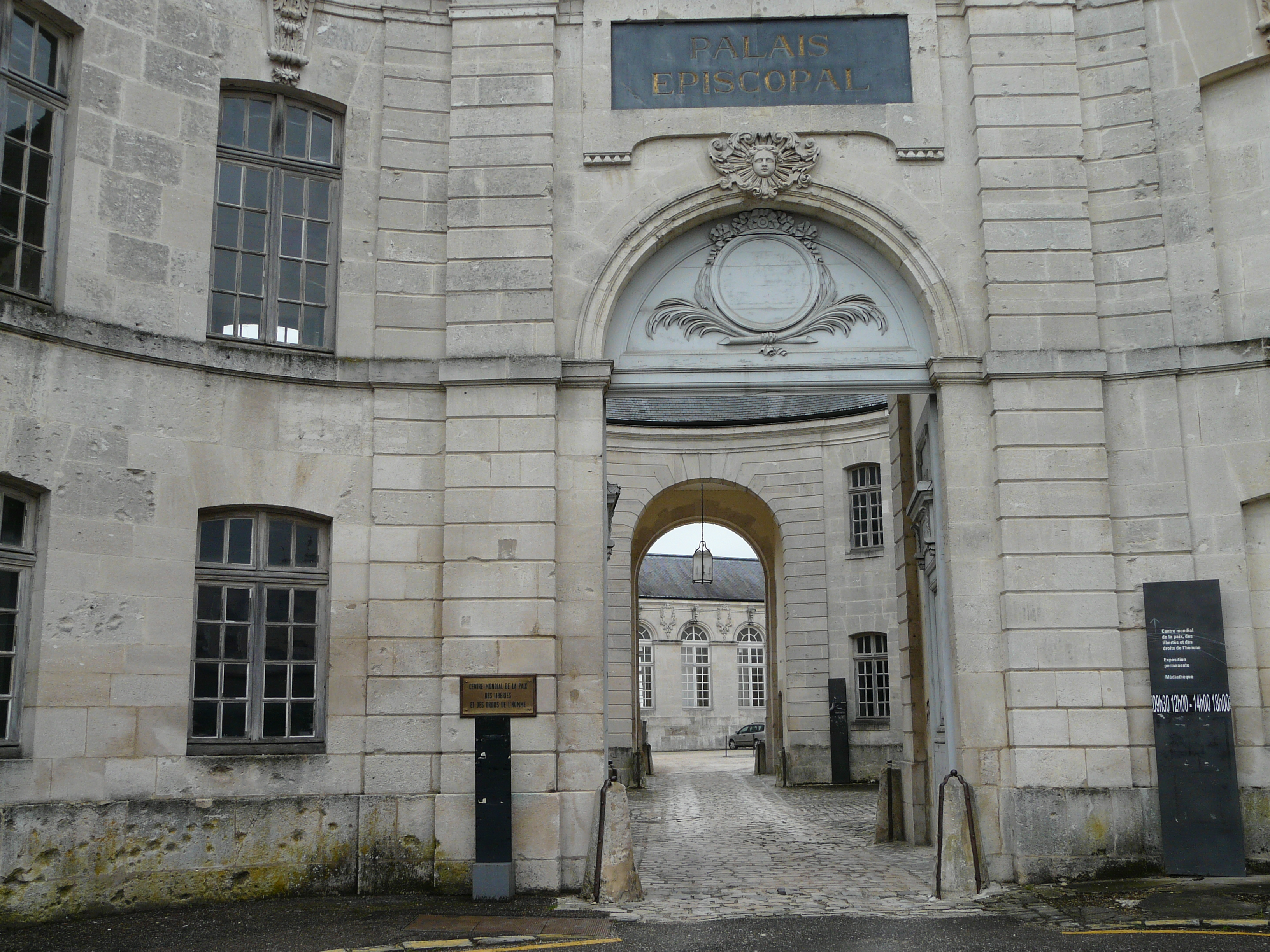
Entrée de la cour intérieure.

## Centre mondial de la Paix, des libertés et des droits de l'Homme

### Historique
Le 2 février 1990, l'association du Centre mondial de la Paix est créée par quatre partenaires institutionnels : l'État, le conseil régional de Lorraine, le conseil général de la Meuse et la ville de Verdun. Le projet est soutenu par Javier Pérez de Cuéllar, secrétaire général des Nations unies, lors de son passage dans la ville en 1988.
En 1993, l'évêque de Verdun, Marcel Herriot, accepte de quitter le palais épiscopal pour l'Hôtel d'Anglemont, situé en face de la cathédrale. Il permet ainsi au centre mondial de la Paix de s'y installer en 1994,, après de nouveaux travaux de réhabilitation d'un montant de 93 millions d'euros. Le centre est inauguré le 30 juin 1994 par Édouard Balladur, Premier ministre de l'époque, et est ouvert au public le lendemain.
Pensé comme lieu complémentaire des sites mémoriels du Champ de Bataille de Verdun, le Centre Mondial de la Paix, des libertés et des droits de l'Homme propose une programmation qui revient sur l'histoire entre France et Allemagne, histoire qui a conduit les deux pays à s'opposer durant 3 conflits majeurs, histoire qui leur a permis de se réconcilier et d'être moteur du modèle européen.
Ses expositions temporaires et ses événements de programmation sont centrés sur les relations franco-allemandes, sur le Centenaire de la 1re Guerre Mondiale et sur différents aspects des droits de l'Homme et des conflits contemporains qui permettent des lectures comparées.

### Fonction
Le centre mondial de la Paix, des Libertés et des Droits de l'Homme est un lieu de rencontre et de réflexion pour la promotion de la paix, des libertés et des droits de l'homme. Y sont organisés des expositions, conférences, colloques, concerts ou projections. Plusieurs salles de 20 à 300 places peuvent être louées pour des évènements privés ou publics,.

### Fréquentation
| Année     | 2003   | 2004   | 2005   | 2006   | 2007   | 2008   | 2009   | 2011  | 2012  | 2013   |
| Visiteurs | 61 080 | 79 539 | 68 451 | 88 892 | 79 028 | 17 904 | 11 702 | 6 030 | 6 434 | 30 743 |

### Événements
En lien avec des partenaires internationaux, le Centre Mondial de la Paix, des libertés et des droits de l'Homme accueille et participe à de nombreux événements :
| Date                     | Événement                                                                   | Lieux  | Photos | Description |
| ------------------------ | --------------------------------------------------------------------------- | ------ | ------ | --- |
| Du 1er au 5 février 2017 | 16e Sommet International des Prix Nobel de la Paix                          | Bogota |        | Pour la 1re fois de son histoire, le Centre Mondial de la Paix a été invité à participer au Sommet des Prix Nobel de la Paix.Cette participation s'est faite comme observateur aux côtés des 18 000 participants, et comme acteur avec un stand aux côtés de ceux de l'Union Européenne et de l'ONU, mais aussi avec une exposition délocalisée : le Geste de Verdun : Mitterrand -Kohl présentée aux Lauréats du Prix Nobel de la Paix avant son itinérance en Colombie sous l'égide des Ambassades de France et d'Allemagne. Une participation pour soutenir le processus de réconciliation naissant et encourager les symboles pour l'entretenir à l'instar de l'amitié franco-allemande. |
| 22 au 27 janvier 2017    | Commémorations officielles en l'hommage des victimes du National Socialisme | Berlin |        | Pour la 3e année consécutive, le Centre Mondial de la Paix, des libertés et des droits de l'Homme a sélectionné à la demande du Bundestag, une jeune française, pour participer aux commémorations officielles en l'hommage des victimes du National-Socialisme. |
|                          |                                                                             |        |        | |

24 octobre 201

## Bibliothèque municipale

### Historique
Au XVIIIe siècle, tous les ouvrages sont stockés à l'abbaye Saint-Paul dans des conditions de conservation peu favorables. En 1803, le sous-préfet décide de les transférer dans l'ancien collège des Jésuites. Le bibliothécaire Dom Ybert va alors les trier et les cataloguer : 5 000 volumes sont vendus, car inutiles ou en double, 3 000 sont jetés, et 29 721 sont conservés. En 1875, le catalogue des manuscrits et incunables est publié.
À partir du 15 mai 1820, la bibliothèque est ouverte au public deux fois par semaine. Les bibliothécaires continuent leur travail de récolement des livres. Le 28 septembre 1890, la bibliothèque est transférée dans l'ancien théâtre.
Dès le début de la Première Guerre mondiale, le bibliothécaire, M. Leboyer, met à l'abri les livres les plus précieux dans les sous-sols du palais épiscopal. Rapidement, il décide de les envoyer dans sa ville natale, Riom, dans le Puy-de-Dôme. Un premier convoi quitte Verdun le 27 septembre 1915, deux jours avant le bombardement du palais, et un second le 29 novembre. En septembre 1916, les livres restants sont évacués à Bar-le-Duc par la Voie Sacrée et mis en dépôt dans la bibliothèque municipale et les archives départementales. Une trentaine de camions est mobilisée pendant une semaine pour le déménagement. En mars 1918, le dépôt est à son tour envoyé à Riom,.
En 1920, à la fin de la guerre, les ouvrages sont rapatriés à Verdun et stockés dans les sous-sols du palais. Finalement, il est décidé de réinstaller la bibliothèque dans le palais et des travaux sont effectués. Le 21 septembre 1927, la bibliothèque est inaugurée par le maire de Verdun Victor Schleiter et le président du Conseil Raymond Poincaré. Elle est ouverte au public le 1er octobre 1928.

### Collections
Une partie de l'ancien palais épiscopal accueille la bibliothèque/discothèque municipale qui compte plus de 15 000 documents (livres, BD, revues, films) et 16 000 CD. La bibliothèque possède un fonds ancien, constitué des documents des bibliothèques ecclésiastiques confisqués après la Révolution. Elle possède également fonds 14-18 de près de 3 000 livres et documents divers sur la Première Guerre mondiale en Meuse et la bataille de Verdun.

## Distinctions
- 2018 : Prix du citoyen européen[26]